# Olympische Sommerspiele 1912/Leichtathletik – 4 × 100 m (Männer)

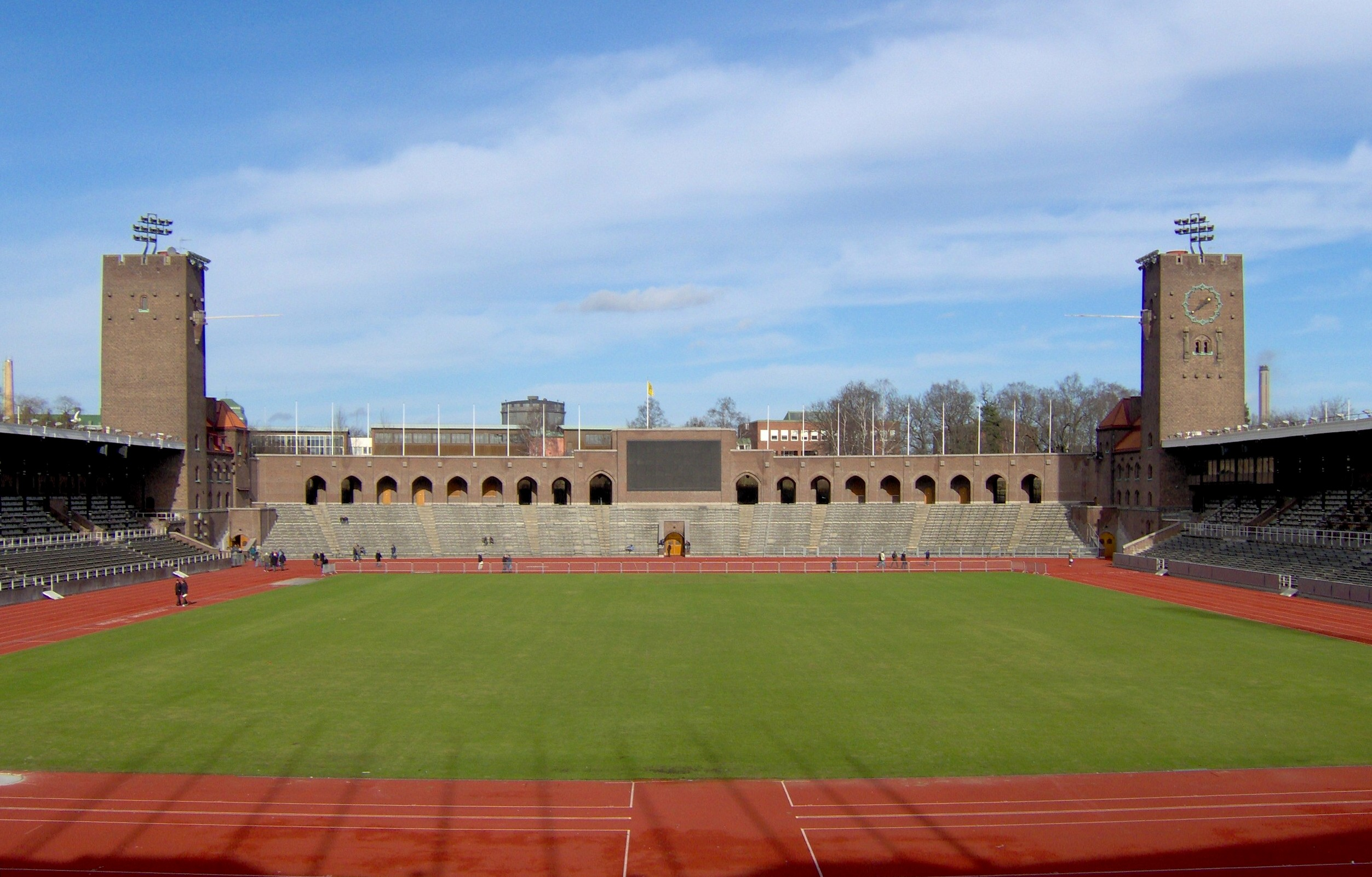
Das Stockholmer Olympiastadion

Der 4-mal-100-Meter-Staffellauf der Männer bei den Olympischen Spielen 1912 in Stockholm wurde am 8. und 9. Juli 1912 im Stockholmer Olympiastadion ausgetragen. Acht Staffeln nahmen mit 33 Athleten daran teil.
Diese Disziplin wurde erstmals bei Olympischen Spielen durchgeführt. Zuvor hatte es bei den Spielen 1908 einen ersten Versuch mit Staffelwettbewerben gegeben. Ausgetragen wurde in London vor vier Jahren die sogenannte olympische Staffel mit unterschiedlichen Distanzen der einzelnen Läufer (200-200-400-800 Meter).
Olympiasieger wurde die britische Staffel in der Besetzung David Jacobs, Henry Macintosh, Victor d’Arcy und Willie Applegarth.

Silber ging an Schweden mit Ivan Möller, Charles Luther, Ture Person und Knut Lindberg.

Die Bronzemedaille konnte nicht vergeben werden, da nur drei Staffeln das Finale bestritten und die deutsche Staffel (Otto Röhr – Halbfinale/Finale, Max Herrmann, Erwin Kern, Richard Rau) dort disqualifiziert wurde. Im Vorlauf war in der deutschen Mannschaft Karl von Halt anstelle von Otto Röhr eingesetzt worden.

## Rekorde
Zum Zeitpunkt der Olympischen Spiele in Stockholm existierte noch kein Weltrekord. Da diese Staffel erstmals im olympischen Programm stand, gab es auch noch keinen olympischen Rekord.
Im Lauf des Wettbewerbs wurde der im ersten Vorlauf aufgestellte olympische Rekord insgesamt sechsmal verbessert oder eingestellt. Die letzte Verbesserung gab es im dritten Halbfinale, in dem die Siegerzeit um eine Zehntelsekunde besser war als einen Tag später im Finale. Diese gleichzeitig als Weltrekord gültige Zeit lautete:

43,6 s – Deutsches Reich (Otto Röhr, Max Herrmann, Erwin Kern, Richard Rau), Halbfinale am 8. Juli

## Durchführung des Wettbewerbs
Am 8. Juli gab es insgesamt sechs Vorläufe, davon vier mit nur einer Staffel. Die auf dem ersten Platz eingelaufenen Staffeln – hellblau unterlegt – qualifizierten sich für die Halbfinals, die am gleichen Tag durchgeführt wurden. Aus diesen drei Läufen qualifizierten sich ebenfalls jeweils nur die siegreichen Staffeln – wiederum hellblau unterlegt – für das Finale am 9. Juli.

## Vorläufe
Datum: 8. Juli 1912
Die jeweils erstplatzierten Teams – hellblau unterlegt – zogen in die nächste Runde ein.

### Vorlauf 1
| Platz | Nation | Besetzung                                               | Zeit   | Anmerkung |
| ----- | ------ | ------------------------------------------------------- | ------ | --------- |
| 1     | Kanada | Frank McConnell Frank Lukeman Harry Beasley John Howard | 46,2 s | OR        |

### Vorlauf 2
| Platz | Nation | Besetzung                                           | Zeit   | Anmerkung |
| ----- | ------ | --------------------------------------------------- | ------ | --------- |
| 1     | USA    | Ira Courtney Frank Belote Clement Wilson Carl Cooke | 43,7 s | OR        |

### Vorlauf 3
| Platz | Nation         | Besetzung                                                    | Zeit   | Anmerkung |
| ----- | -------------- | ------------------------------------------------------------ | ------ | --------- |
| 1     | Großbritannien | David Jacobs Henry Macintosh Victor d’Arcy Willie Applegarth | 45,0 s |           |

### Vorlauf 4
| Platz | Nation   | Besetzung                                            | Zeit   | Anmerkung |
| ----- | -------- | ---------------------------------------------------- | ------ | --------- |
| 1     | Schweden | Ivan Möller Charles Luther Ture Person Knut Lindberg | 43,6 s | OR        |

### Vorlauf 5
| Platz | Nation          | Besetzung                                                   | Zeit   | Anmerkung |
| ----- | --------------- | ----------------------------------------------------------- | ------ | --------- |
| 1     | Deutsches Reich | Karl von Halt (Vorlauf) Max Herrmann Erwin Kern Richard Rau | 43,6 s | ORe       |
| 2     | Österreich      | Gustav Krojer Rudolf Rauch Fritz Weinzinger Fritz Fleischer | 44,8 s |           |

### Vorlauf 6
| Platz | Nation     | Besetzung                                                 | Zeit   | Anmerkung |
| ----- | ---------- | --------------------------------------------------------- | ------ | --------- |
| 1     | Ungarn     | Ferenc Szobota Vilmos Rácz Pál Szalay István Jankovich    | 43,7 s |           |
| 2     | Frankreich | Pierre Failliot Georges Rolot Charles Lelong René Mourlon | 43,8 s |           |

## Halbfinale
Datum: 8. Juli 1912
In den drei Halbfinalläufen qualifizierten sich die jeweils erstplatzierten Teams – hellblau unterlegt – für das Finale.

### Lauf 1
| Platz | Nation         | Besetzung                                                    | Zeit   | Anmerkung                  |
| ----- | -------------- | ------------------------------------------------------------ | ------ | -------------------------- |
| 1     | Großbritannien | David Jacobs Henry Macintosh Victor d’Arcy Willie Applegarth | 43,0 s | OR                         |
| DSQ   | USA            | Ira Courtney Frank Belote Clement Wilson Carl Cooke          |        | Fehler beim ersten Wechsel |

### Lauf 2

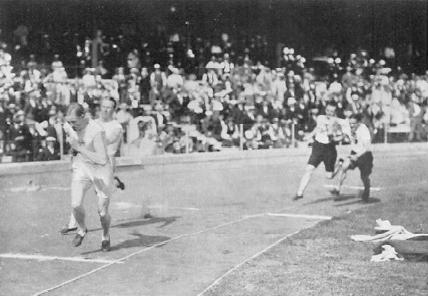
Zweites Halbfinale: Schweden führt vor Ungarn

| Platz | Nation   | Besetzung                                              | Zeit   | Anmerkung |
| ----- | -------- | ------------------------------------------------------ | ------ | --------- |
| 1     | Schweden | Ivan Möller Charles Luther Ture Person Knut Lindberg   | 42,5 s | OR        |
| 2     | Ungarn   | Ferenc Szobota Vilmos Rácz Pál Szalay István Jankovich | 42,9 s |           |

### Lauf 3
| Platz | Nation          | Besetzung                                                         | Zeit   | Anmerkung |
| ----- | --------------- | ----------------------------------------------------------------- | ------ | --------- |
| 1     | Deutsches Reich | Otto Röhr (Halbfinale/Finale) Max Herrmann Erwin Kern Richard Rau | 42,3 s | WR        |
| 2     | Kanada          | Frank McConnell Frank Lukeman Harry Beasley John Howard           | 43,5 s |           |

## Finale
Datum: 9. Juli 1912
| Platz | Nation          | Besetzung                                                                                            | Zeit   | Anmerkung                   |
| ----- | --------------- | --- | ------ | --------------------------- |
| 1     | Großbritannien  | David Jacobs Henry Macintosh Victor d’Arcy Willie Applegarth                                         | 42,4 s |                             |
| 2     | Schweden        | Ivan Möller Charles Luther Ture Person Knut Lindberg                                                 | 42,6 s |                             |
| DSQ   | Deutsches Reich | Otto Röhr (Halbfinale/Finale) Max Herrmann Erwin Kern Richard Rau im Vorlauf außerdem: Karl von Halt |        | Fehler beim zweiten Wechsel |

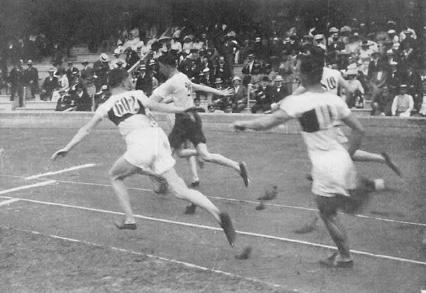
Einer der Wechsel: Deutschland (im Vordergrund), Großbritannien (Mitte), Schweden (Hintergrund)

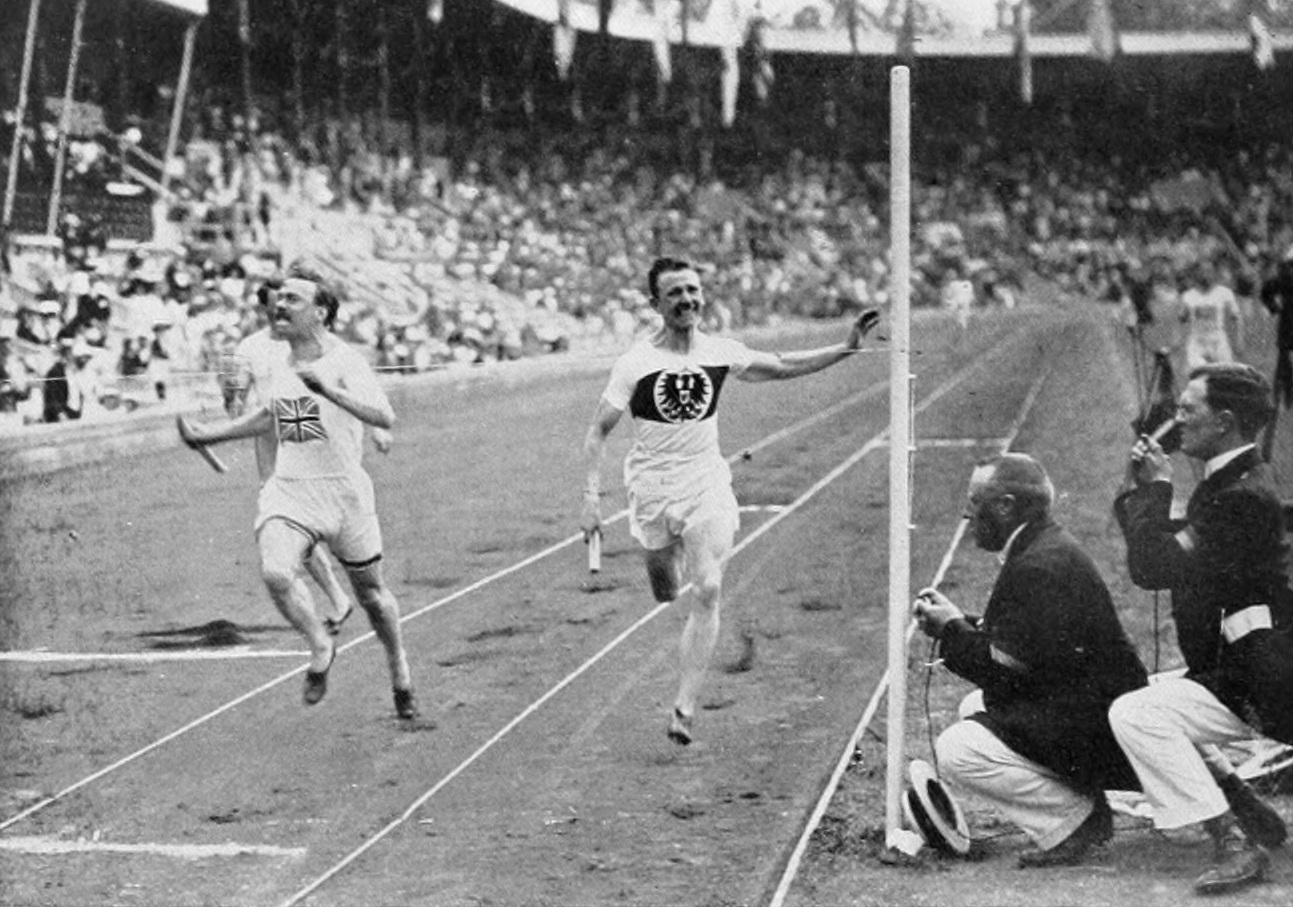
Der Zieleinlauf: Victor d’Arcy (Mitte) knapp vor Richard Rau (rechts), li.im Hintergrund: der schwedische Läufer Knut Lindberg

Das erste olympische Finale über 4-mal 100 Meter bestritten drei Staffeln. Die deutsche Mannschaft, deren olympischer Rekord aus dem Halbfinale als erster offizieller Weltrekord anerkannt wurde, war favorisiert, besonders weil die US-amerikanische Mannschaft disqualifiziert worden war.
Das Rennen nahm von Anfang an einen spannenden Verlauf. Großbritannien und Schweden lagen bis zum letzten Wechsel gleichauf an der Spitze. Die deutsche Staffel hatte, vor allem bedingt durch schwache Wechsel, einen Rückstand von ca. vier Metern, als die Schlussläufer den Staffelstab übernahmen. Der Deutsche Richard Rau überholte den Schweden Knut Lindberg und überquerte fast zeitgleich mit dem Briten William Applegarth die Ziellinie. Doch als die Kampfrichter sich berieten, ging es nicht mehr um die Frage, wer gewonnen hatte, sondern um die Klärung eines möglichen Wechselfehlers der deutschen Staffel. Schließlich wurde eine Disqualifikation ausgesprochen. Großbritannien gewann Gold, Schweden Silber. Die Bronzemedaille wurde nicht vergeben.
Bezüglich der Disqualifikation gab es nachträglich erhebliche Verwirrung. Fotos aus einer schwedischen Tageszeitung zeigten, dass der fragliche Wechsel eigentlich regulär erfolgt war. So legte die deutsche Mannschaft Protest ein, dem jedoch nicht stattgegeben wurde, da die Entscheidung dreier Kampfrichter als Tatsachenentscheidung zu akzeptieren sei.

## Video
- Gold and Silver, but no Bronze - 4x100m Relay - Athletics - Stockholm 1912 Olympic Games, youtube.com, abgerufen am 18. Mai 2021